# میلاگروس سکوئرا
 میلاگروس سکوئرا (انگلیسی: Milagros Sequera؛ زاده ۳۰ سپتامبر ۱۹۸۰) یک تنیس‌باز اهل ونزوئلا است.